# 浮出水面的影子
《浮出水面的影子》（英語：The Floating Shadow），是一部由导演贾东朔编剧、执导的心理惊悚片，该片共收获10项国际电影节大奖，有着“好莱坞圣经”、“全球电影风向标”之称的《综艺》（Variety）对该片加以好评。于2012年2月17日在中国大陆公映。

## 剧情简介
深夜，监狱楼道传出了惊恐的尖叫，女犯张含惊吓地指着女犯周露不停地喊道：“杀人犯！她想杀人！” 
周露真的想行凶吗？警官郝茹萍介入了此事，她首先翻阅了周露入狱前的杀人案宗，这是一桩很普通的杀人案，丈夫的粗暴导致妻子的失手。调查中发现，周露虽表面文静柔弱，可在极端的情况下会表现人格分裂的一面。出于职业的敏感和责任，郝茹萍开始对周露原有的定罪提出疑异。

## 主要角色
- 李佳 饰 周露
- 沈傲君 饰 郝茹萍
- 姜武 饰 王德玉
- 张伟欣 饰 周母

## 主创
- 摄影指导：Michael S. Ojeda
- 美术：黄锦
- 剪揖：程珑
- 录音：陶经
- 作曲：Klaus Badelt
- 执行制片人：张震燕

## 主要奖项
- 第44届休斯顿国际电影节（WorldFest-Houston International Film Festival）最佳外语片评审团特别大奖、最佳剧本金奖
- 第5届布法罗尼亚加拉电影节（Buffalo Niagara Film Festival）最佳影片、最佳外语片、最佳女演员奖
- 2011年加拿大国际电影节（Canada International Film Festival）优秀故事片奖
- 2011年约塞米蒂国际电影节（Yosemite International Film Festival）最佳影片奖
- 2010年英国伦敦万像国际华语电影节（China Image Film Festival）最佳影片、最佳导演、最佳女演员奖

## 入围
- 第34届巴西圣保罗国际电影节（São Paulo International Film Festival）
- 第12届美国纽波特电影节（Newport Beach Film Festival）
- 2011年瑞士琉森国际电影节（Lucerne International Film Festival）
- 第12届美国大熊湖国际电影节（Big Bear Lake International Film Festival）
- 2011年澳大利亚天鹅电影节（Swan Film Festival）
- 2011年美国五大湖国际电影节（Great Lakes International Film Festival）

## 展映
- 第14届上海国际电影节（Shanghai International Film Festival）
- 第1届北京国际电影节(Beijing International Film Festival)

## 评论
有着“好莱坞圣经”、“全球电影风向标”之称的《综艺》（Variety）评论道：《浮出水面的影子》以一种看似令人困惑的顺序展开叙事，周露（李佳饰）时而身处监牢，时而在校从教，又不时转换成一起杀人案件的目击者。故事产生迷惑的原因在于该片的导演贾东朔以一种梦境式的思维逻辑，并通过剧作的对白呈现出足够的神秘性，全片悬念设置巧妙，吊足了观众的胃口。对于演员李佳的表演拉塞尔也给予了夸赞：显然李佳已经完全沉浸于她所饰演的角色之中，尽管周露恶行频出，但李佳的演绎却也将周露诠释为一个不失纯真可爱的女孩儿，李佳出色地诠释了该片女主角的生存状态——心怀哀怨且深陷囹圄，也因此博得了观众的同情。对摄影指导迈克·欧杰达（Michael S. Ojeda）的影调处理，以及作曲克劳斯·巴代特（Klaus Badelt）与影片复古基调相得益彰的配器也都有专业和细致评论。并赞扬该片其他部门技巧水平也相当高明。
《浮出水面的影子》不但为中国电影赢得了荣誉，它也因诠释人性主题让国外的观众有了正面和积极的回应，一位叫Jennifer Hu的电影评论人在纽波特电影节（Newport Beach Film Festival）观影后，发表文章称，《浮出水面的影子》第一次以革新的面貌冲击了国际观众对中国电影“地方化”的刻板认识，并强调影片的故事不但挑战观众的逻辑思维，还挑战观众伦理道德的极限。

## 解读
学者认为，作为心理悬疑电影，《浮出水面的影子》不断将悬疑与惊悚撞击观众的神经，你不仅无法猜度剧情的原委与结局，而且每一个镜头都在颠覆或挑战你的前一个判断。剧情的展开在给予我们一个非常规的“现实”的同时，实际进行了对我们生活其中的真实现实的剥离，让我们从现实的喧哗中回归到自己的内心――周露在对郝如萍步步敞开创伤重叠的内心的过程，正是我们不自觉地开展心理自省的过程。影片双重颠覆的结尾要启示观众：过失不是原罪，规避过失才是“原罪”――这原罪在你沉痛而固执地规避中，成为决定你一生命运的力量。导演通过电影告诉我们的是：人生的幸福前提是，直面而不是规避你的每一个过失。 
还有学者认为，该片采用的文艺片内涵加“心理悬疑”类型片的框架，不仅使她走出行业片的宣传模式，还因其类型片的特质关注人性主题，擅长对人物进行精神层面的剖析，观众在怜悯女主人公的同时，总在问自己：她为什么杀人呢？正是影片对人性的拷问，方区别于目前众多国产惊悚片的血腥暴力与看似欣赏的不断尖叫声，进入一个更高层次的审美阶段。